# Fueled by Ramen

Logo

Fueled by Ramen LLC ist ein Independent-Label, das 1996 in Gainesville (Florida) von John Janick und Vinnie Fiorello gegründet wurde.

## Geschichte
Das Label wurde 1996 gegründet, als Vinnie Fiorello, Schlagzeuger der Band Less Than Jake, und John Janick nach Gainesville (Florida) aus schulischen Gründen umzogen. Bereits ein Jahr zuvor lernten sich beide bei einem Auftritt von Less Than Jake kennen. Sie kamen zu dem Schluss, ihre Talente in Musik und Kontakte anderer Bands in Fueled by Ramen aufgehen zu lassen. Offiziell kann man die Gründung auf August 1996 festlegen, als der erste Sampler veröffentlicht wurde.
Der Name des Labels bezieht sich auf die damaligen Essgewohnheiten der Unternehmer. Fueled by Ramen kann mit „Angetrieben von Ramen“ übersetzt werden. Im Jahr 2004 zog das Label nach Tampa (Florida) um. Es hat mittlerweile 15 Mitarbeiter. Seit der Gründung wurden über 90 verschiedene Alben, unter anderem von Fall Out Boy oder Paramore, veröffentlicht.
Ende 2006 ist Vinnie Fiorello bei Fueled by Ramen ausgestiegen, da er mit der musikalischen Entwicklung des Labels nicht länger einverstanden war.
Im Juni 2018 gab die Warner Music Group bekannt, dass Fueled by Ramen unter anderen in ein neues Label, die Elektra Music Group, aufgenommen wird.

## Künstler

### Aktiv
- All Time Low
- Basement
- The Cab
- Cobra Starship
- Cute Is What We Aim For
- A Day to Remember
- Fall Out Boy
- FLOR[2]
- The Front Bottoms
- Fun.
- Ghost Town
- Grandson[3]
- Gym Class Heroes
- The Hush Sound
- Lifetime
- nothing, nowhere.
- One Ok Rock
- Paramore
- Powerspace
- A Rocket to the Moon
- Sublime with Rome
- The Swellers
- Twenty One Pilots[4]
- Young the Giant

### Ehemalige Bands
- The Academy Is …
- The Æffect
- The A.K.A.s
- Against the Current
- Autopilot Off
- Blueline Medic
- Days Away
- Foundation
- Home Grown
- Jersey
- Jimmy Eat World
- Kane Hodder
- Panic! at the Disco
- Phantom Planet
- The Pietasters
- Recover
- Roy
- Slick Shoes
- The Stereo
- Teen Idols
- VersaEmerge
- Whippersnapper
- Yellowcard